# バーミンガム・バック・トゥ・バックス

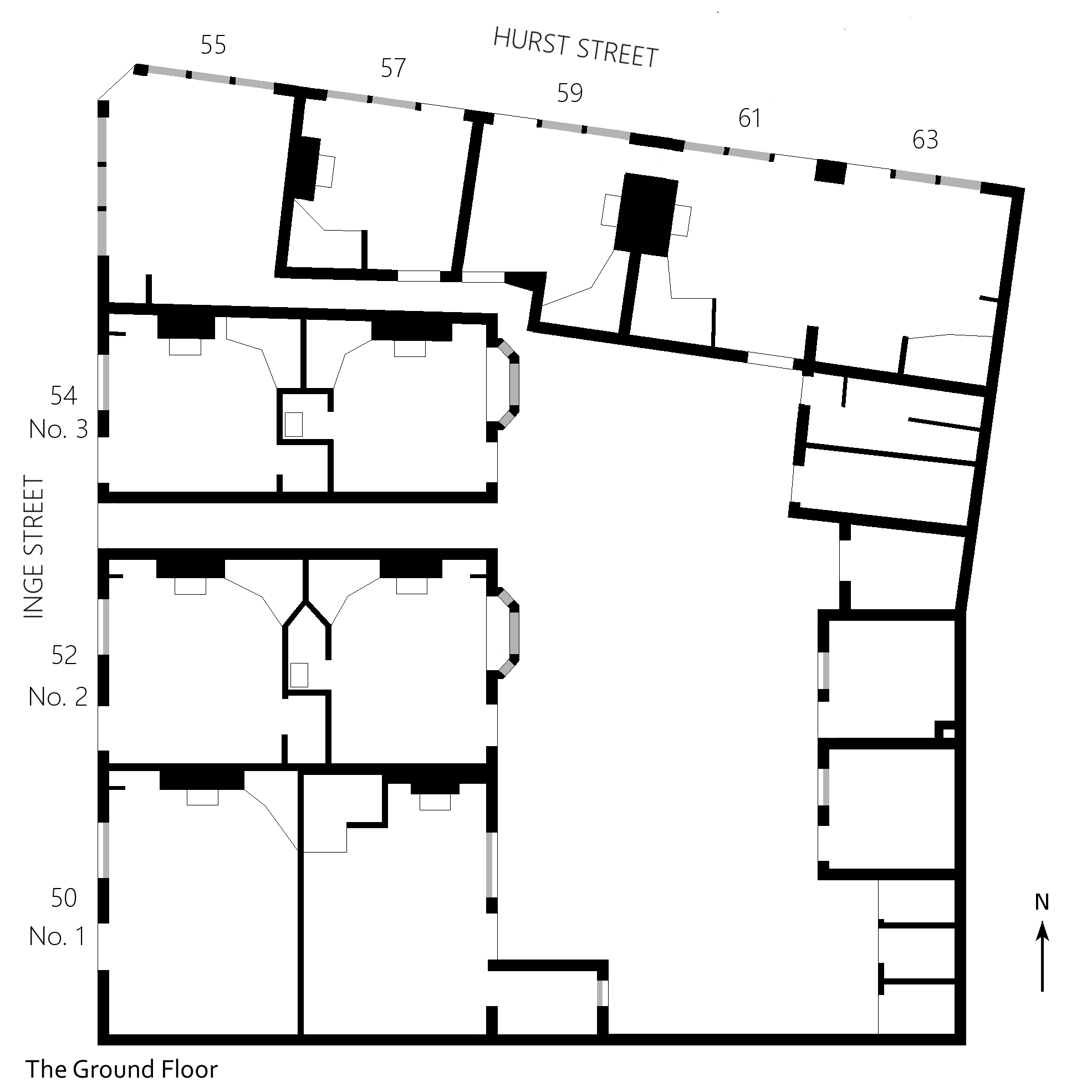
バーミンガム・バック・トゥ・バックスの平面図

バーミンガム・バック・トゥ・バックス（英: Birmingham Back to Backs）は、ウェスト・ミッドランズの都市バーミンガムに最後に残されたコート15 (Court 15) としても知られるバック・トゥ・バック住宅（背割り長屋）の区画である。それは産業革命によりイギリスに拡大する工業の町の急激な人口増加に対し、コートハウスという共用の中庭の周りに建てられたバーミンガムの何千もの類似住宅のうち今に残る代表例として保存されている。それらのバック・トゥ・バック住宅はイギリスの連棟住宅（テラスハウス）において特別なものに位置づけられる。
バック・トゥ・バックスの区域は、50-54 (50・52・54) 番インジ・ストリート (Inge Street) と55-63 (55・57・59・61・63) 番ハースト・ストリート (Hurst Street) の区画にあたり、現在、ナショナル・トラストにより歴史的家屋博物館として管理・運営されている。

## 歴史
18世紀の1770年代より、19世紀にわたり、2階ないし3階建ての数多く（約2万区画〈courts〉）のバック・トゥ・バック住宅が、バーミンガムに建てられた。これらの住宅のほとんどは、レディウッド、ハンズワース、アストン、スモール・ヒース、ハイゲートなど都心部に集中していた。これらの住宅は1851年に35パーセント、1871年に40パーセント、1875年にはバーミンガム全体の45パーセント余りとなり、17万人がそこに暮らしていた。
エンゲルスは、バーミンガムのバック・トゥ・バック住宅について、イギリスの雑誌『アーティザン』(“The Artizan”) の次のような論説を引用している。

袋広場は、バーミンガムには非常に多く、2000をこえ、労働者階級の大部分を収容している。それらの袋広場は、たいていのばあい、狭くて、不潔で、風通もわるければ下水もわるく、8ないし20の家をかかえているが、それらの家は、背中の壁を他の建物と共通にしているので、たいていただ一方だけからしか風がはいらない。中庭の奥には、ほとんど一般に、ごみすて穴またはそれに類するものがあるが、そのきたならしさは、名状できないほどである。
—『イギリスにおける労働者階級の状態』、フリードリヒ・エンゲルス
この種の規制前のテラスハウスは住宅として不十分なものと見なされ、1875年公衆衛生法の成立により、それ以降は建設されなくなり、代わりに条例テラスハウス（バイ・ロウ・ハウス、Bye-law house）がそれらの場所に採用されていった。1913年には、バーミンガムのバック・トゥ・バック住宅は4万3366戸を数え、そこに20万人の居住者がいた。20世紀前半から1960年代以降の取り壊しの前にも、まだ大部分は住宅として使用される状態にあったが、1970年代には、バーミンガムのバック・トゥ・バック住宅のほとんどすべてが取り壊された。居住者は新しい公営住宅 (council houses) の新住居が与えられ、一部は再開発された都心部に、大部分はカースル・ベールやチェルムズリー・ウッドなどの新しい住宅団地 (housing estates) に引っ越していった。

## 沿革

### 賃借
18世紀末には、今日住宅がある土地は、数家により所有されていた。後にインジ・ストリートの名前の由来となるインジ家 (Inge family) が通りの西側の土地を所有し、一方、グーチ家 (Gooch family) はバック・トゥ・バックス（コート15）が建てられた東側の土地を所有していた。
1789年、トーマス・グーチ (Sir Thomas Gooch) は、地元の玩具製作者のジョン・ウィルモア (John Willmore) に土地を貸した。その敷地は長さ 50ヤード (46 m)、幅 20ヤード (18 m) であった。1年以内に、ウィルモアは2つあるいそれ以上の大住宅を総費用、付属建築物を含めて700ポンド以上で建設するということに同意した。これをウィルモアはすることができず、コート15 (Court 15) と同じく隣接したコート14 (Court 14) は、通りに居たウィルモアの継承者により19世紀のうちに建てられた。ジョン・ウィルモアが亡くなった際、土地は息子のジョセフ・ウィルモア (Joseph Willmore) とジョン・ウィルモア (John Willmore) に二分されており、結果として建造物が異なって見えた。

### 建築

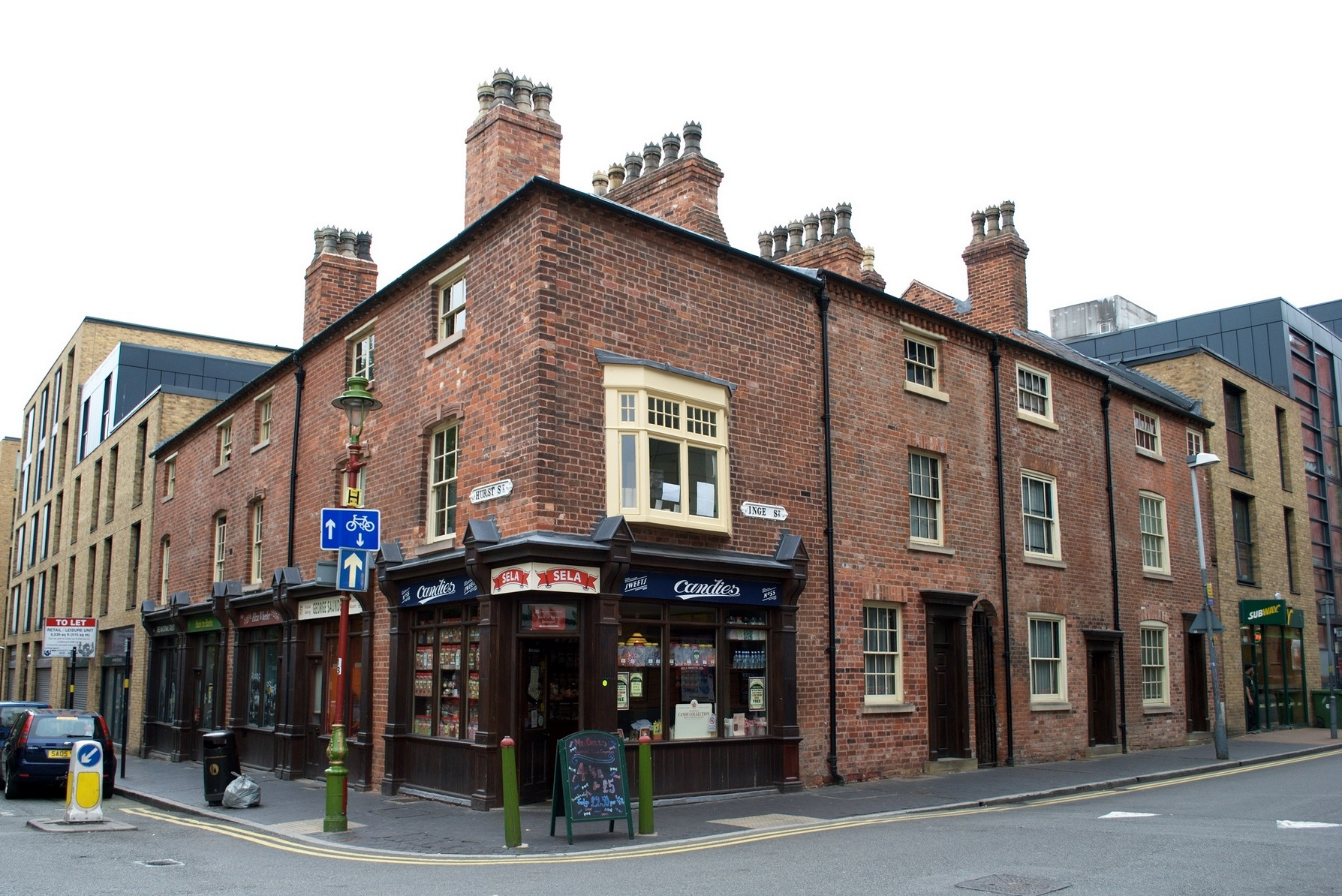
バック・トゥ・バックス住宅外面と北西角の菓子屋 (sweet shop) を模した店先
右（南-北）: インジ・ストリート
左（東-西）: ハースト・ストリート

コート14は、銀細工職人であったジョセフ・ウィルモアにより1802年に完成した。それは6戸のフロント・ハウス（表住宅）と11戸のバック・ハウス（裏住宅）からなり、建築用地の広い南の端にいくつかの仕事場があった。開設当時、そこはウィルモアのコート (Willmore's Court) として知られていたが、後にコート14・インジ・ストリートに改称された。その後、取り壊されている。
この時代、大工で指物師のジョン・ウィルモアは、自身のための住宅と仕事場を建築した。1809年には、用地の未開発の残る部分は、2人の釘職人の作業場と裏側に屠畜場 (knacker's yard) がある樽職人の作業場より構成されていた。ハースト・ストリートの正面は小屋が密集していた。1821年には、50番インジ・ストリート（1番コート15）が1対のバック・トゥ・バックスに転換されていた。52番インジ・ストリート（2番コート15）と54番インジ・ストリート（3番コート15）は、1830年頃、宝石職人のジョージ・ウィルモア (George Willmore) により建てられた。ハース・トストリート沿いのテラスハウスは、1831年に同じくジョージ・ウィルモアにより建築された。

### 居住者

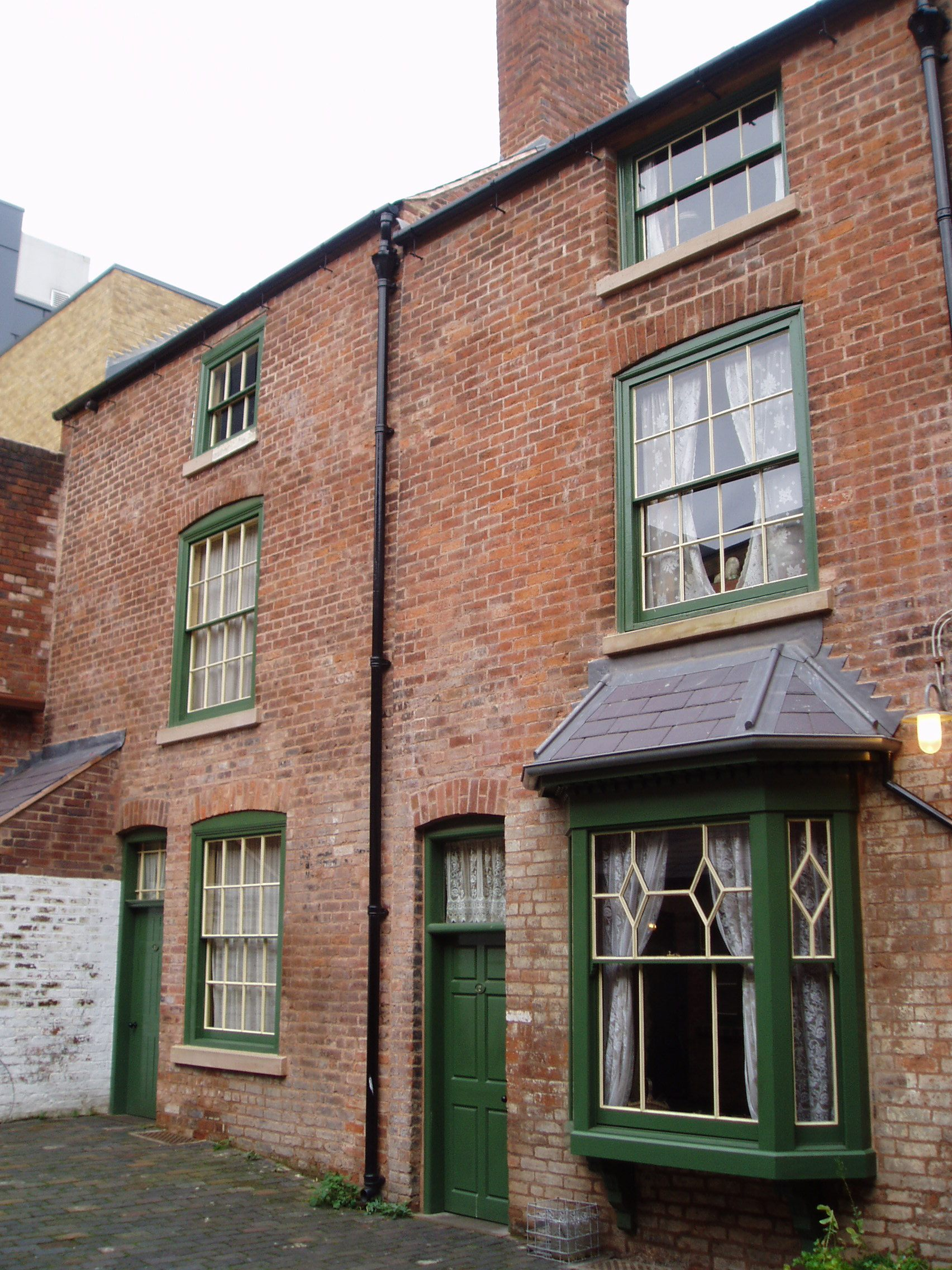
中庭側のバック・ハウス
左奥: 1840年代（レヴィ家）を展示
右手前: 1870年代（オールドフィールド家）を展示

19世紀にわたり、この区画は、ボタン作り、吹きガラス、木工、革細工、洋裁といった業種に就き、また宝石類や小金属業界の熟練職人などの従事者により占められていた。それら就労者の多くは在宅仕事であった。一時は60人がここに暮らしており、コート15に居住した家族数は、総計約500世帯といわれる。
1840年から1935年まで、錠前師 (locksmiths)で釣鐘師 (bellhangers) のミッチェルの一家 (Mitchell family) がコート15に住んでいた。95年間にわたって3世代が住み続け、ある時には、ミッチェル家が55番ハースト・ストリートと54番インジ・ストリート（3番コート15）の双方を占有していた。その家族はまた70年以上にわたりコート内の作業場で仕事をしていた。
1851年の国勢調査によれば、ロンドンから1840年代におそらく移り住んだユダヤ人で時計職人のローレンス・レヴィ (Lawrence Levy) が、妻プリシラ (Priscilla) と4人の子らとともにコート15に居住しており、この1850年代のバーミンガムには約700人のユダヤ人が生活していた。そのほかそこに居住した人たちは、たいてい単一家族により占められた住宅の過密状態を浮き彫りにしている。例えば同じく1851年には、自宅で真珠のボタンの穴開け工として仕事をした寡婦のソフィア・ハドソン (Sophia Hudson) は、5人の子とやはり寡婦の母とともに1番コート15で暮らしていた。1860年代からのガラス製の目（人形・ぬいぐるみの目、義眼）の職人のハーバート・オールドフィールド (Herbert Oldfield) には、妻アン (Ann) との間に10人の子（男子5人・女子5人）を持ったことが知られ、同じ場所に8人の子らとともに居住した。同じ時期、ミッチェル家には一緒に住む見習いがいた。そういった窮屈な状態をよそに、一部の家族は、例えば1851年に61番ハースト・ストリートを1つ占有し、使用人を持てるような余裕があった。
1896年には、ハースト・ストリートの1階は小売店に改装されていた。その建物に設けられた店舗には、自転車屋、美容院、果物屋、チケット・ライター (ticket writer)、家具屋 (furniture dealer) があった。55番の自転車屋と59番のチケット・ライターがそれぞれ所有するハースト・ストリートの上の階は、住宅施設ではない作業場に転換されていた。1900年には自転車屋、美容院、薬草商 (herbalist) があり、その10年後には、菓子屋 (sweet shop) 、パン屋、新聞販売、それにフィッシュ・アンド・チップスの店があった。
建物の多くは、それらが居住に適さないと認定された1966年まで住宅として使用されていたが、この結果、そのような建物に暮らしていた人たちは退去することを余儀なくされた。コート15においても1967年に最後の居住者が退居した後、そこは作業場や倉庫となり、また、店舗は使用された。

### 復元

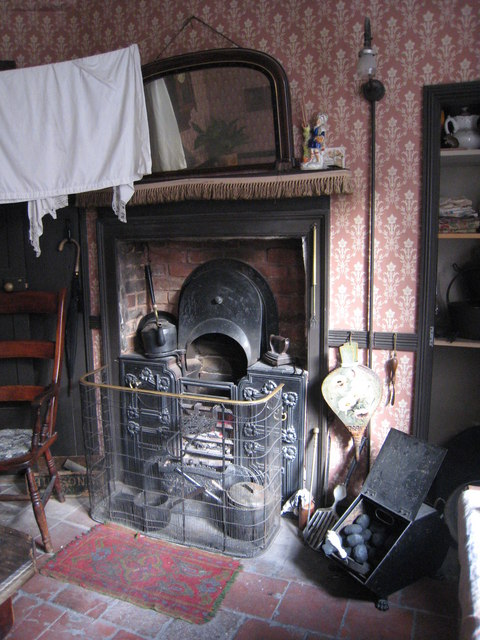
バック・トゥ・バックス内の復元後の暖炉の展示

1988年、コート15は国家遺産省（イングリッシュ・ヘリテッジ〈ヒストリック・イングランド〉）によりイギリス指定建造物2級 (Grade II) に登録された。1995年、バーミンガム市議会（シティ・カウンシル、City council）は、ヘレフォード市考古学ユニット (City of Hereford Archaeological Unit) にその調査・記録を依頼した。この事業の資金は、市議会ならびにイングリッシュ・ヘリテッジにより拠出された。2000年にバーミンガム保護トラストが土地の自由保有権を得て、2001年より救済運動が開始されるとともに、修復後はナショナル・トラストにより永続的に保存されることが決定された。
バーミンガムのバック・トゥ・バックスは、バーミンガム保護トラストにより、建築家 S・T・ウォーカー & ダッカム (S. T. Walker & Duckham) と共同で修復され、2004年7月21日に一般公開された。4つの住居はそれぞれ、1840年から1977年にかけての4つの年代、1840年代（1850年代）、1870年代、1930年代、それに1970年代と、あたかも別の時代にいるように装飾され、家具が備えられている。このバック・トゥ・バックスへの訪問は、事前に予約した時間にガイド付きの見学のみ可能である。

## 構造

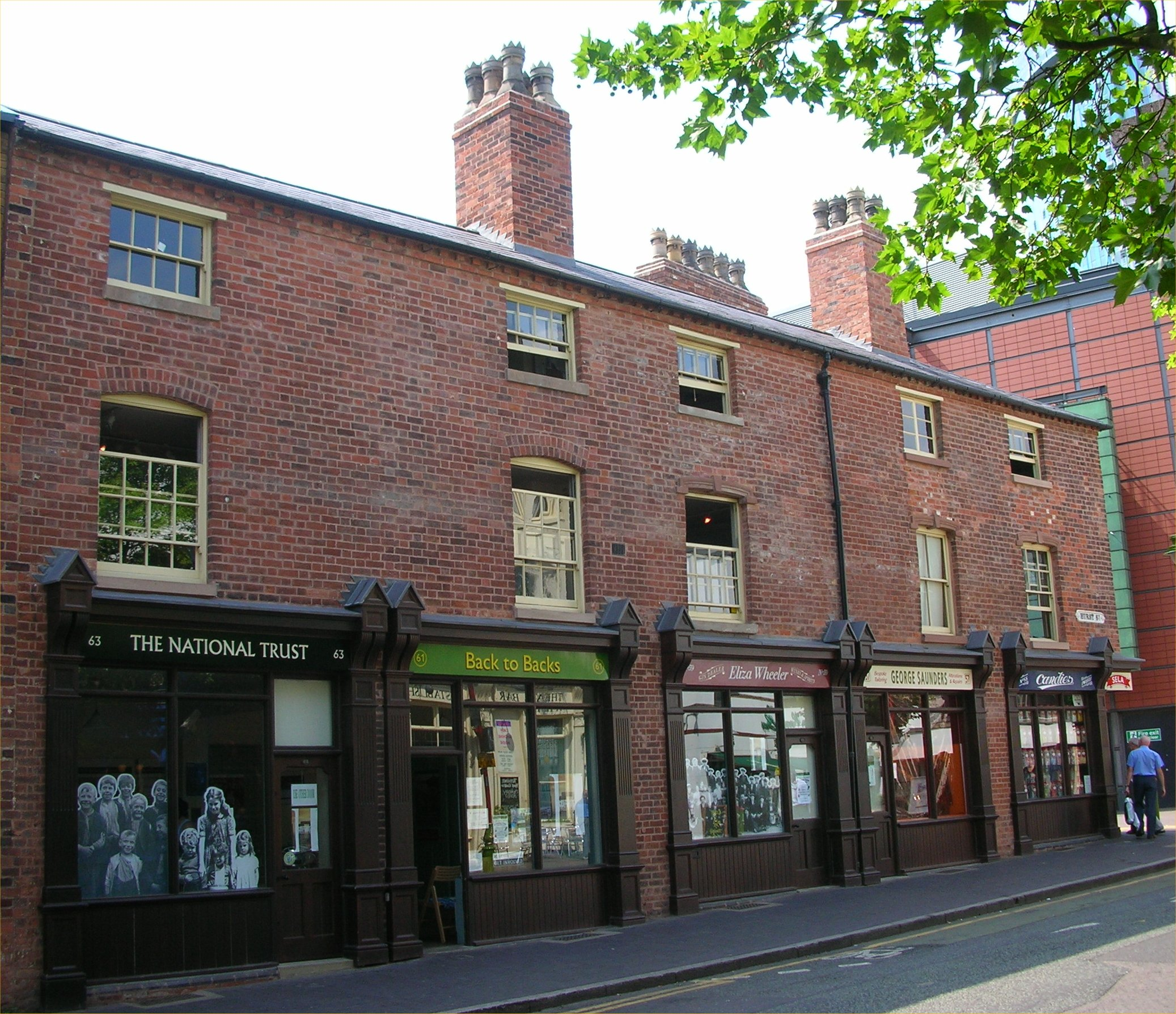
北側（東-西）ハースト・ストリート
右〈西〉から55・57・59・61・63番

コート15は、インジ・ストリートにある3組のバック・トゥ・バック住宅と、ハースト・ストリートにある5戸のブラインド・バック住宅のテラスハウスからなり、L字型の区域を形成している。すべて建物は3階建てで各階に1部屋がある。
最初に建築された50番インジ・ストリート（1番コート15）は、この区画内で最も高くかつ大きい。そこはかつて1戸の住居であったことを示すいくつかの証拠があるが、ほとんどの時代において1対のバック・トゥ・バックスとして占有されていた。それがもともと1戸の住居であったとされる証拠としては、屋根裏の配置が共通使用されていることが挙げられる。屋根裏は1対の家屋の奥行き全体にわたるが、分割されたことはなく、また、1番コート15のバック・ハウス（裏住宅）からのみ通じている今に残る階段は、コート15のほかの住宅にいくつか残るものよりもかなり品質が良い。3階 (second floor) には、2戸の住宅の間の背壁に、現在は閉鎖された出入口があり、双方の住宅のどちらからも行けるようになっていたことを示している。この3階においても、50番インジ・ストリートのほうは隔壁により2部屋に分割されている。2部屋のうち小さい方には暖房はなく、開き窓より採光を得る。1対の住宅それぞれ1本となる、2本の高い組み合わせ煙突がある。

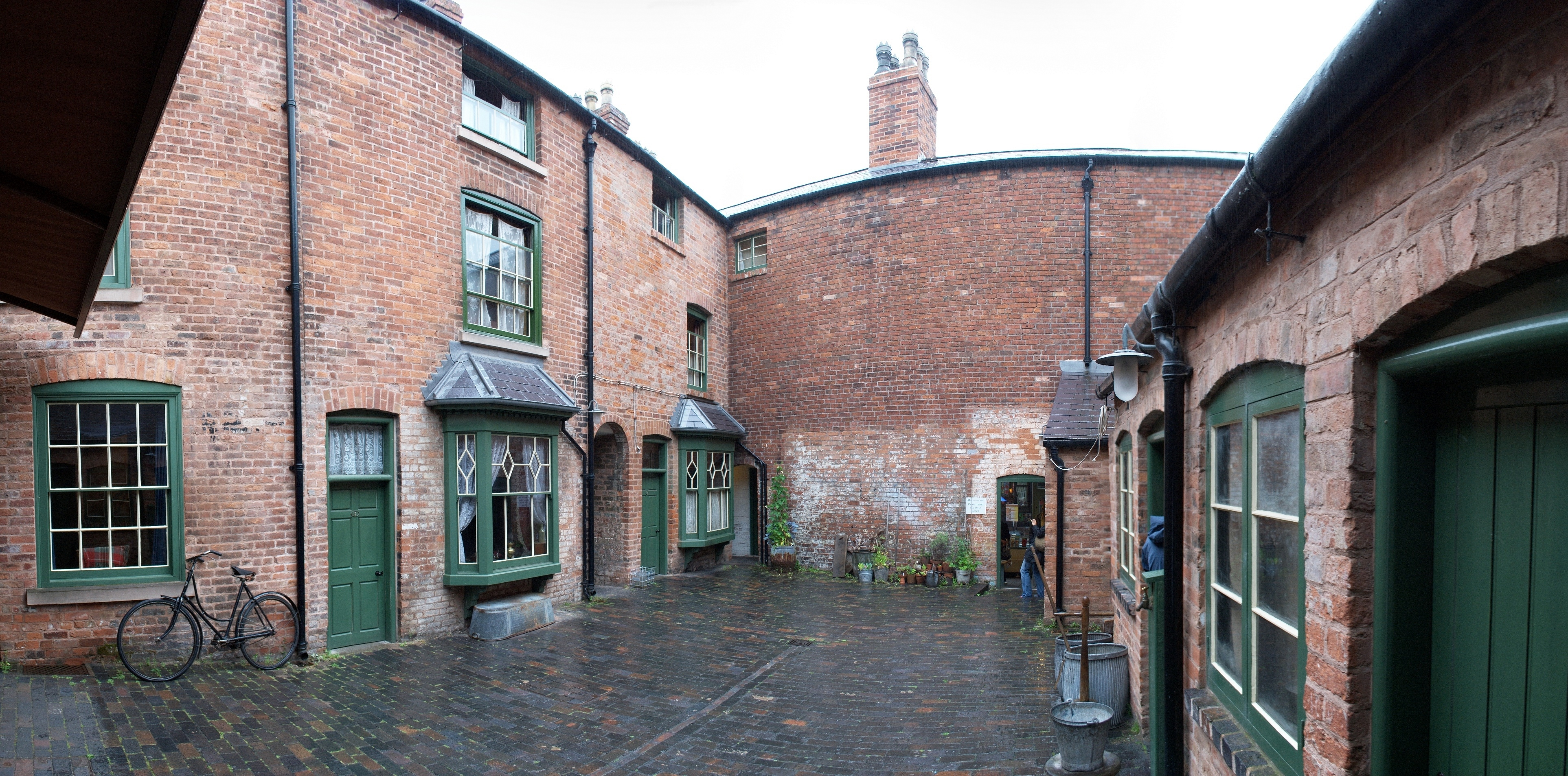
中心にある中庭の広角的風景

中庭へのトンネル状通路の入口は、52番インジ・ストリート（2番コート15）と54番インジ・ストリート（3番コート15）の間を通っている。このそれぞれ1対の住宅は、屋根の背に設置された1本の煙突を共有している。2戸のバック・ハウス（裏住宅）それぞれに出窓 (bay window) があり、1階の部屋に明かりを多く採ることができる。これらの住宅の下層階は2面の背壁により隔てられている。上層階は1面の背壁で分割される。
52番インジ・ストリートには、フロント・ハウス（表住宅）の1階からの2階 (first floor) まで、かつての階段が1つだけ残る。54番インジ・ストリートの階段は2階で取り外されているが、階段はすべて残存している。

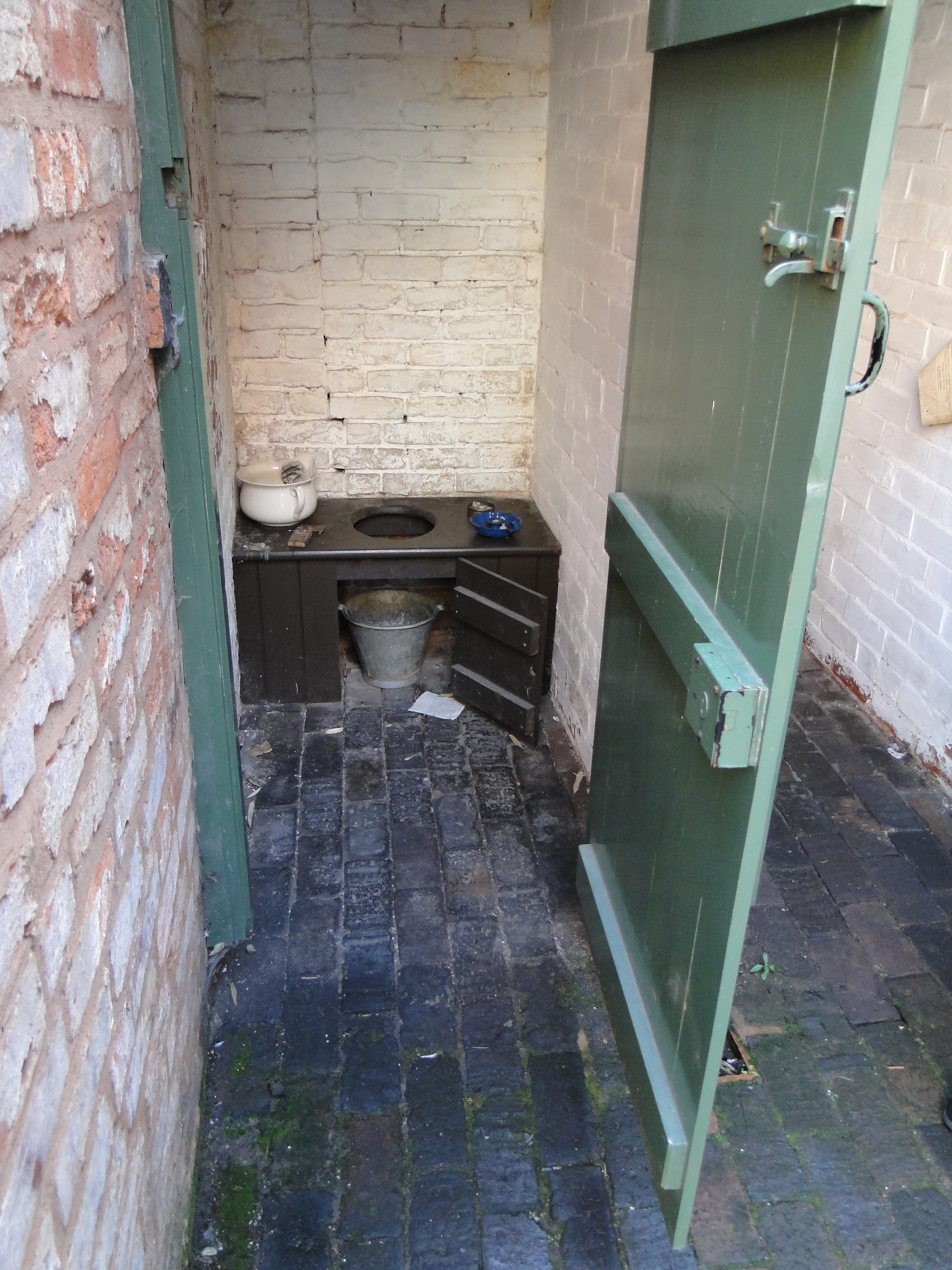
ペール・トイレ

55、57、59番の裏口には、コート15のかなり狭いトンネル状通路の入口を通り抜けて行ける。それぞれの住宅の背壁にある階段は、2階や3階に通じていた。住宅はハースト・ストリート側では窓から明かりが採られ、共有の組み合わせ煙突により暖を取った。63番ハースト・ストリートは、今日撤去されているコート2 (Court 2) の一部であった65番ハースト・ストリートの1対のバック・トゥ・バックスのフロント・ハウスと煙突を共有していた。55番ハースト・ストリートには、インジ・ストリートを見渡せる2階に大きな出窓があり、それは初期のものとして特徴づけられる。
この北西角の地上階に、キャンディが並ぶ1930年代-1950年代の菓子屋 (sweet shop) を模した店が設置され、一般公開されている。数多くの店が常時変化したが、角の菓子屋は経営が変わるも55番ハースト・ストリートに引き継がれていた。その後、連棟（テラス）の全住宅にあった20世紀後半の店は、2002年を最後にすべて空店舗になり、以前のものに代わって1900年代のように配置されている。
コート15は、1830年代には給水系統がなかったといわれ、その後、送水ポンプを備えたとも考えられるが、正確にはよく分かっていない。1880年代には、1本の蛇口 (tap) が設置されていた。煉瓦が敷き詰められた庭には、3戸のバック・ハウスの前を流れるふたのない下水溝などがある。20世紀前半（1930年代）には、2つの洗い場と水洗式便所（屋外）が、中庭にある作業場と付属建築物（離れ）の場所に設置された。当初の便所は、いわゆる外便所であった。

### 関連資料
- Kennedy, Liam (2004). Remaking Birmingham: The Visual Culture of Urban Regeneration. Routledge. ISBN 0-415-28838-X
- “Birmingham Back to Backs; Do something unforgettable...”, HH Associates（リーフレット） (The National Trust), (2006)
- 小田島恒志「イギリス的な情景 - the scenes in Britain: （第16回）テラストハウス」（PDF）『月刊資本市場』第377号、資本市場研究会、2017年1月、23頁、2021年5月29日閲覧。